# Alpha Sigma Phi

Bandiera dell'Alpha Sigma Phi

Alpha Sigma Phi (ΑΣΦ), comunemente conosciuta come Alpha Sig, è una confraternita collegiale maschile con 181 gruppi attivi. Fondata all'università di Yale nel 1845, è la decima confraternita composta da lettere greche più antica degli Stati Uniti d'America.
La confraternita pratica molte tradizioni. Il suo motto in latino è Causa Latet Vis Est Notissima (La causa è nascosta, i risultati noti). Il simbolo ufficiale della confraternita è la fenice poiché risorge dalle ceneri del suo vecchio corpo, a significare la rifondazione della confraternita all'inizio del 1900. Grazie agli sforzi attivi di espansione, Alpha Sigma Phi continua ad offrire servizi e opportunità ad oltre 8 000 studenti universitari e a oltre 72 000 membri residenti.

## Storia

### Fondazione
L'Alpha Sigma Phi è stata fondata da tre uomini dello Yale College nel 1845 come una società segreta del secondo anno composta da molti dei poeti, atleti e studiosi della scuola. Durante l'ascesa nei ranghi della scuola, i membri condividevano l'appartenenza all'Alpha Sigma Phi al secondo anno, a una delle tre confraternite nel loro terzo anno e alla Skull and Bones o Scroll and Key nel loro ultimo anno.
I fondatori dell'Alpha Sigma Phi furono:
- Louis Manigault, nato a Rue de la Paix #17 a Parigi il 21 novembre 1828, mentre sua madre e suo padre stavano visitando la patria dei loro antenati. Era un discendente di settima generazione di Pierre Manigault, un ugonotto francese che fuggì da La Rochelle a causa della persecuzione religiosa con la revoca dell'Editto di Nantes nel 1685. Questi Manigault immigrarono nella Carolina del Sud, dove divennero molto benestanti grazie alla loro occupazione nell'agricoltura e nel commercio di beni prodotti, così come nel mercantilismo[5]
- Stephen Ormsby Rhea era il figlio di John Rhea, un importante piantatore di cotone della Louisiana che contribuì ad aprire il territorio conteso della Florida occidentale e a renderlo parte degli Stati Uniti e dello stato della Louisiana, attraverso il suo coinvolgimento nella guerra franco-indiana[5]
- Horace Spangler Weiser di York in Pennsylvania, era un discendente di Conrad Weiser, anche lui un rifugiato dall'Europa che divenne famoso nella guerra franco-indiana, rappresentando diversi seggi provvisori nei negoziati dei trattati con i nativi americani[5]

Manigault e Rhea si conobbero alla St. Paul's Preparatory School vicino a Flushing, New York, dove entrambi erano membri della stessa società letteraria e si stavano preparando per l'ammissione a Yale. Weiser frequentava una scuola privata a New Haven e all'inizio del primo anno incontrò Rhea che gli presentò Manigault.
Una volta a Yale, Manigault e Rhea divennero membri della Calliopean Literary Society e Weiser fu membro della Linonian Literary Society. Manigault era molto interessato al sistema delle società di classe a Yale e notò che le confraternite fornivano esperienza ai loro membri e li preparavano alla competizione nei concorsi letterari. La classe del secondo anno aveva una sola società, la Kappa Sigma Theta, che mostrava un atteggiamento di superiorità nei confronti degli alunni non appartenenti alla confraternita.
Manigault presentò ai suoi amici Rhea e Weiser un piano per fondare un'altra società del secondo anno. Rhea acconsentì e arruolò Weiser per diventare i tre fondatori dell'Alpha Sigma Phi. Il loro primo incontro ufficiale si tenne nella stanza di Manigault a Chapel Street il 6 dicembre 1845. Vennero quindi scritti lo statuto e il rituale e fu disegnata la spilla della confraternita. La prima classe di iniziati, composta da 14 membri, fu avviata il 24 giugno 1846.
Dopo la nascita dell'Alpha Sigma Phi iniziò un'intensa rivalità con la confraternita Kappa Sigma Theta. Questa si esprimeva attraverso le loro pubblicazioni, The Yale Banger della Kappa Sigma Theta e The Yale Tomahawk dell'Alpha Sigma Phi. Nel 1852 i redattori dell'Alpha Sigma Phi furono espulsi dopo aver violato l'ordine della facoltà di cessare le pubblicazioni, tuttavia la rivalità tra le organizzazioni continuò fino al 1858 quando la Kappa Sigma Theta fu esclusa dalla facoltà.

### Espansione oltre Yale
Il primo tentativo di espansione fu nel 1847 all'Amherst College del Massachusetts ma durò solo sei mesi, quando a causa dell'opposizione della facoltà di Amherst la confraternita principale chiese di sciogliersi e di restituire lo statuto. Tuttavia un documento frammentario conservato nella biblioteca di Yale suggerisce che la Beta fu fondata nel 1850 all'università di Harvard ma ebbe vita molto breve a causa di un'ondata di puritanesimo. La confraternita di Harvard fu rianimata nel 1911 come Beta ma sopravvisse solo per una ventina d'anni; lo statuto fu ritirato a causa dell'ambiente anti-fraternità di Harvard. Quando il gruppo dell'Amherst College fu ripristinato nel 1854 fu designato come Gamma o Delta (un documento di fondazione trovato negli archivi di Yale riporta quest'ultimo, ma il "Bairds Manual" delle prime edizioni e i documenti successivi della confraternita lo indicano come Gamma). Quando il gruppo del Marietta College fu fondato nel 1860 gli fu data la designazione Delta nonostante la confraternita principale fosse consapevole di questa discrepanza.
Quando scoppiò la guerra civile negli Stati Uniti d'America quasi tutti i membri della Delta di Marietta si arruolarono nell'armata dell'Unione; tre fratelli diedero la vita combattendo per la causa dell'Unione. Gli ex presidenti della confraternita William B. Whittlesey e George B. Turner caddero sui campi di battaglia di Chattanooga e Lookout Mountain. Lasciarono i loro oggetti personali e le loro spade alla confraternita che ne ha fatto tesoro fino alla sua chiusura, avvenuta per due decenni a metà degli anni novanta.
Dal 1858 al 1863 i membri del secondo anno dell'Alpha Sigma Phi furono eletti in numero quasi uguale dalle due confraternite più forti della junior class, mentre un numero minore andò al terzo. Tuttavia nel 1864 la confraternita di Yale fu dilaniata da dissensi interni poiché si prestava meno attenzione alle confraternite del secondo anno, alcuni membri dell'Alpha Sigma Phi si iscrissero alla Delta Kappa Epsilon, una confraternita della junior class, e tentarono di prendere il controllo su Alpha Sigma Phi. Il tentativo fu ostacolato dai membri di Alpha Sigma Phi che si erano impegnati nelle altre due società della classe minore. Ne seguì un conflitto e la facoltà soppresse Alpha Sigma Phi per porre fine al disordine. Tuttavia, le tradizioni di Alpha Sigma Phi vennero portate avanti da due nuove società del secondo anno, Delta Beta Xi e Phi Theta Psi. Louis Manigault cercò di rinnovare la sua lealtà e la sua amicizia con i fratelli di Alpha Sigma Phi e concordò con Rhea e Weiser di considerare Delta Beta Xi il suo vero discendente. All'epoca non erano a conoscenza del fatto che il gruppo Delta di Marietta esisteva ancora come Alpha Sigma Phi.
I "secondi" fondatori furono:

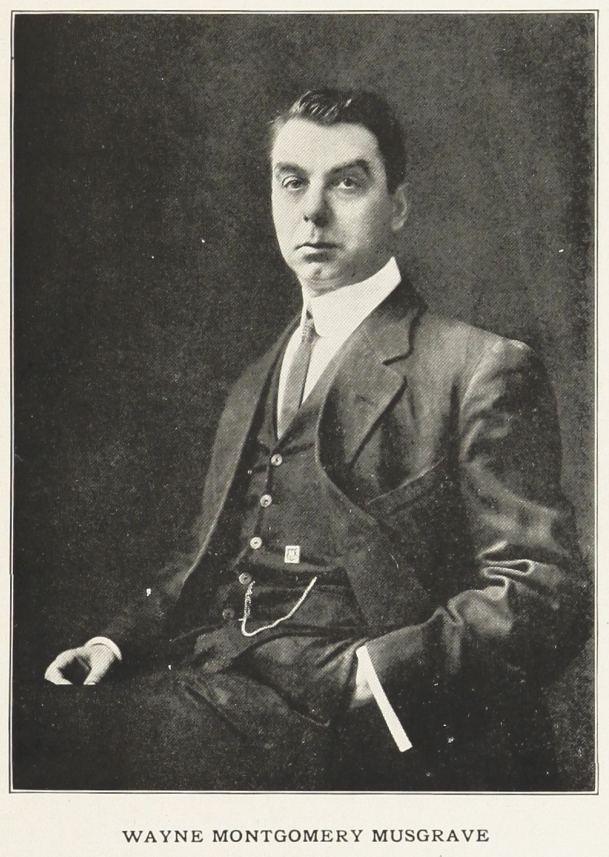
Wayne Montgomery Musgrave nel 1913

- Wayne Montgomery Musgrave, laureato con lode all'università di New York, a Yale e ad Harvard. Ha fornito la scintilla organizzativa che ha portato Alpha Sigma Phi alla ribalta nazionale[5]
- Edwin Morey Waterbury, nato a Geneseo il 26 settembre 1884, figlio del dottor Reuben A. e di Frances Waterbury. Il dottor Waterbury è stato un educatore e vicepreside della New York State Normal School di Geneseo dal 1873 al 1895[5]

Con lo scioglimento del Delta Beta Xi a Yale, l'Alpha Sigma Phi fu mantenuta in vita a Marietta solo dal Delta. A Yale, nell'autunno del 1906, quattro amici si trovarono d'accordo sulla necessità di un'organizzazione aperta a tutti gli studenti invece di rappresentare solo le classi del secondo o del terzo anno. I quattro amici erano Robert L. Ervin, Benjamin F. Crenshaw, Arthur S. Ely e Edwin M. Waterbury.
Presto altri membri si unirono al gruppo nella loro missione, i primi dei quali furono Fredrick H. Waldron e Wayne M. Musgrave. Ervin conosceva alcuni fratelli ex alunni della Delta a Marietta e chiese loro di inviare la prima lettera alla Delta. Il 27 marzo 1907, Ely, Crenshaw, Musgrave, Waldron e Waterbury si recarono a Marietta e furono iniziati all'Alpha Sigma Phi. Al ritorno a New Haven, fecero lo stesso con gli altri amici che avevano reclutato al nuovo gruppo Alpha di Yale.
Molti dei vecchi membri dell'Alpha tornarono a Yale alla notizia della rifondazione e contribuirono all'acquisto del primo immobile della confraternita, la "Tomba", un edificio a due piani senza finestre. L'ingresso non era consentito ai non membri e nessun membro poteva parlare dell'interno dell'edificio e ci si aspettava che rimanessero in silenzio anche quando passavano davanti all'esterno dell'edificio.

### Espansione
Una nuova organizzazione nazionale fu costituita in occasione di una conferenza dell'Alpha Sigma Phi a Marietta nel 1907, nel giro di un anno vi furono tre nuovi gruppi: Zeta all'università statale dell'Ohio, Eta all'Università dell'Illinois - Urbana-Champaign e Theta all'università del Michigan. Due anni dopo fu fondato il gruppo Iota all'università Cornell. Nel 1910 si tenne un altro congresso con i membri dei precedenti gruppi di Yale, Amherst, Ohio Wesleyan e una delegazione della confraternita Delta Beta Xi di Yale. Tutti questi si impegnarono a rinnovare la loro fedeltà alla nuova Alpha Sigma Phi e poco dopo si aggiunsero i gruppi Mu dell'università di Washington, Nu dell'Università della California - Berkeley e Upsilon della Pennsylvania State University.
Alpha Sigma Phi è sopravvissuta abbastanza facilmente alla prima guerra mondiale e ha persino reclutato molti nuovi membri durante quegli anni. Nel dopoguerra, la confraternita si espanse al ritmo di un gruppo all'anno. Nel 1939, la Phi Pi Phi si fuse con l'Alpha Sigma Phi  poiché la grande depressione lasciò alla confraternita solo cinque dei ventuno gruppi originari. La seconda guerra mondiale colpì duramente l'Alpha Sigma Phi; molti confratelli persero la vita a causa del conflitto, costringendo molte sedi a chiudere.

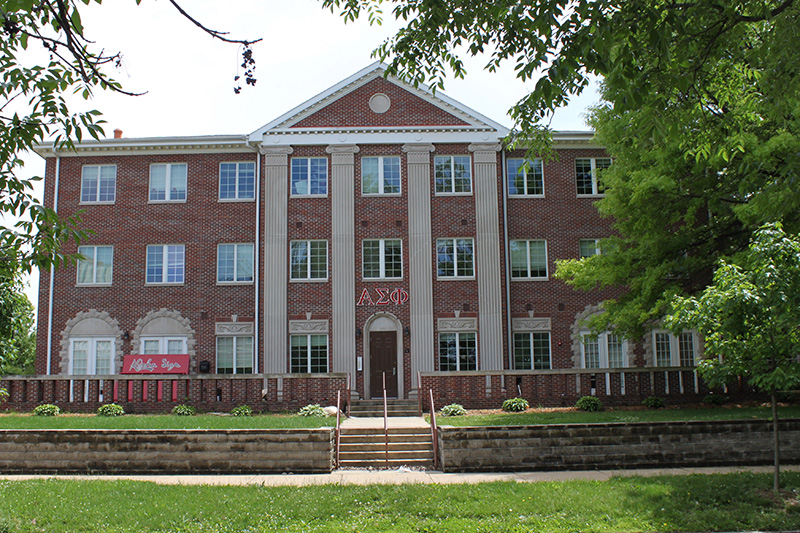
Confraternita all'Università dell'Illinois a Urbana-Champaign

Il 6 settembre 1946 Alpha Kappa Pi si fuse con Alpha Sigma Phi. Gli Alpha Kappa Pi non avevano mai avuto un ufficio nazionale, ma erano ancora una confraternita forte. Durante la guerra avevano perso molti gruppi e si erano resi conto della necessità di un'organizzazione nazionale più stabile. L'Alpha Sigma Phi si espanse nuovamente nel 1965 con altri cinque gruppi quando si fuse con l'Alpha Gamma Upsilon. Negli anni '80 una giovane generazione di leader prese le redini della confraternita e tenendo presente una delle sue più antiche tradizioni, quella di essere una confraternita gestita da laureandi, la leadership e i laureandi iniziarono a espandersi in nuove direzioni.
Nel 2006 la confraternita vinse il Premio Corona d'Alloro della North American Interfraternity Conference per il Ralph F. Burns Leadership Institute per i nuovi membri. Nel 2016 vinse il Premio Corona d'Alloro per il suo programma educativo "Toastmasters' Lite" che offre ai confratelli laureati l'opportunità di imparare e praticare le abilità di parlare in pubblico.

## Polemiche sull'inclusione delle donne
Nel 1983, il gruppo Tau dell'università di Stanford si è separato dall'organizzazione nazionale della confraternita a causa di una controversia sull'inclusione delle donne come membri iniziati. Il gruppo aveva iniziato la tradizione di iniziare le donne alcuni anni prima, ma quando un membro donna divenne presidente del gruppo, l'organizzazione nazionale della confraternita reagì con una sospensione immediata e la minaccia di revoca della carta. Il gruppo Tau divenne quindi Alpha Sigma Co-Ed Fraternity, sopravvivendo in modo indipendente per oltre dieci anni.